# Ángel Merino
Ángel Miguel Merino Torres (Madrid, 2 ottobre 1966) è un ex calciatore e allenatore di calcio spagnolo, di ruolo centrocampista.

## Biografia
Anche suo figlio Mikel è un calciatore professionista, in forza all'Arsenal.

## Carriera
Ha giocato per gran parte della sua carriera con le maglie di Osasuna e Celta Vigo.